# Maatkolf

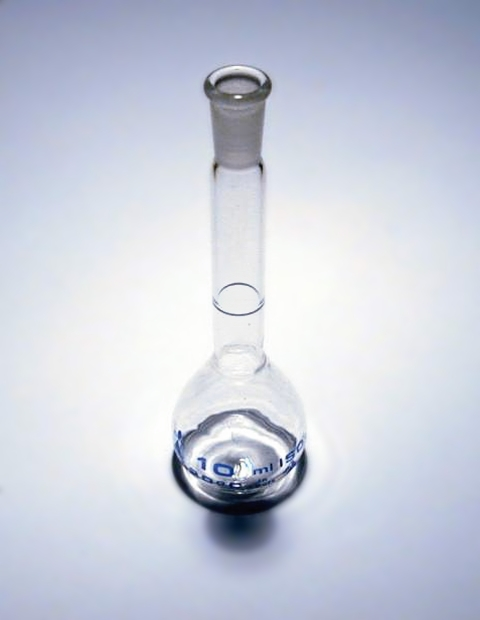
Een maatkolf van 10 ml

Een maatkolf is een geijkt stuk laboratoriumglaswerk waarmee met grote nauwkeurigheid een vaststaand volume van een vloeistof afgemeten kan worden door de maatkolf te vullen tot aan de streep.
Een maatkolf dankt zijn nauwkeurigheid aan de smalle hals, die ervoor zorgt dat zelfs een kleine afwijking in het toegevoegde volume snel zichtbaar is.
De belangrijkste toepassing van maatkolven is het maken van verdunningen. Men kan bijvoorbeeld een nauwkeurige 1:4-verdunning maken van een oplossing door met een volumepipet 20 ml van die oplossing over te brengen in een maatkolf van 100 ml en dan de maatkolf met zuiver water aan te vullen tot de afvulstreep. 
Daarom worden maatkolven veel gebruikt in de analytische chemie voor het maken van standaarden en meetoplossingen (monsters).
Maatkolven bestaan in diverse volumes variërend van 1,0 ml tot 10.000 ml.